# Абдуллоев, Хамид
Хамид Абдуллоев (род. 1949) — советский государственный деятель, депутат Верховного Совета СССР 10-го созыва.

## Биография
Родился в 1949 году. По национальности — таджик. В 1969 году начал работать автослесарем. В 1972 году окончил Таджикский политехнический институт, после чего стал работать начальником производства на автобазе. В 1975 году перешёл работать слесарем-инструментальщиком на душанбинский завод «Таджиктекстильмаш» имени Ф. Э. Дзержинского. В 1977 году вступил в КПСС.
4 марта 1979 года был избран депутатом Совета национальностей Верховного Совета СССР от Душанбинского — Железнодорожного избирательного округа № 353 Таджикской ССР. 18 апреля 1979 года вошёл в состав Планово-бюджетной комиссии Совета Национальностей. По состоянию на ноябрь 1982 года возглавлял партийную организацию завода «Таджиктекстильмаш».